# 牙鹰洲岛
牙鹰洲岛，是珠海市香洲區担杆鎮管辖的一座无人海岛。面积0.018km2。东北距细担岛7.2km，南距北尖岛1.95km。位于珠江口外万山群岛最南部的佳蓬列岛的最北处，担杆列岛与佳蓬列岛结合处的大担尾水道南侧。